# Parasemia macromera
Parasemia macromera là một loài bướm đêm thuộc phân họ Arctiinae, họ Erebidae.